# تپه ده‌سواران ۲۱
تپه ده سواران ۲۱ مربوط به دوران پارینه‌سنگی جدید - دوران فرادیرینه‌سنگی است و در شهرستان کرمانشاه، بخش مرکزی، دهستان دورود فرامان، ۸۰۰ متری شرق روستای ده سواران واقع شده و این اثر در تاریخ ۲۶ اسفند ۱۳۸۷ با شمارهٔ ثبت ۲۵۵۵۵ به‌عنوان یکی از آثار ملی ایران به ثبت رسیده است.